# Nicolas Ancion
Nicolas Ancion (sinh năm 1971) Nicolas Ancion là nhà văn Bỉ. Nicolas học văn học tại Đại học Liège, sau đó theo đuổi nghiệp viết kịch và truyện ngắn. Nicolas Ancion từng nhận được giải thưởng quốc tế dành cho tác giả trẻ năm 1989, 1991. 
Nicolas sinh năm 1971 tại thành phố Liège, Bỉ, cha mẹ anh là nghệ sĩ múa rối chuyên nghiệp. Năm 1995 thì xuất bản tiểu thuyết đầu tay Trời xanh xanh quá, tại nhà xuất bản Hèbe, Thụy Sĩ. Tiếp đó Nicolas Ancion đã sáng tác một loạt các tiểu thuyết và tuyển tập thơ mang lại cho anh nhiều giải thưởng tại Bỉ và nước ngoài. Năm 2009, anh giành giải Rossel giới trẻ cho tiểu thuyết Người đàn ông trị giá 35 tỷ euro, trong đó anh kể lại vụ bắt cóc Lakshmi Mittal, ông chủ tập đoàn thép ArcelorMittal. Năm 2011 cuốn tiểu thuyết được chuyển thể thành kịch và năm 2012 được chuyển thể thành phim.
Nicolas Ancion viết tiểu thuyết dành cho người lớn tuổi, thanh niên và trẻ em và là tác giả. Tính hài hước là một thành phần thiết yếu trong các tác phẩm của anh. Phụ trương văn học của tờ nhật báo Le Monde, nhật báo hàng đầu của Pháp, bầu chọn ông là "người thừa kế thực sự của Lewis Carol". 
Anh thích những thách thức và các buổi biểu diễn văn học: anh đã viết một cuốn tiểu thuyết trước công chúng trong 24 giờ trong thời gian Hội chợ sách Brussesl (tháng 3 năm 2010) và thường xuyên sử dụng các công cụ web để chia sẻ trực tuyến bằng văn bản.

## Tác phẩm
- L'homme qui refusait de mourir (Người đàn ông từ chối chết), tiểu thuyết minh họa bởi Patrice Killoffer, Dis Voir, 2010
- J'arrête quand je veux, novel, Jourdan jeunesse, 2010
- L'homme qui valait 35 milliards (Người đàn ông trị giá 35 tỷ euro), tiểu thuyết, Luc Pire - Le Grand Miroir, 2009 - Victor Rossel Young Readers Awards 2009
- Retrouver ses facultés, truyện ngắn minh họa bởi Pierre Kroll, Éditions de l'ULG, 2009
- Le garçon qui avait avalé son lecteur mp3, tiểu thuyết, Averbode, 2008
- Nous sommes tous des playmobiles, truyện ngắn, Le Grand Miroir, 2007 (Franz de Wever Award - paperback: Pocket 2008)
- Le poète fait sa pub, Bookleg, thơ, Maelström, 2006 (Prix Gros Sel Award 2006)
- Carrière solo, tiểu thuyết, Labor, 2006
- Métro, boulot, dodo, thơ, L’arbre à paroles, 2006
- Dans la cité Volta, tiểu thuyết, CFC, 2005
- Le garçon qui avait mangé un bus, novel, Averbode, 2004
- Haute pression, tiểu thuyết, Le Grand Miroir, 2004
- Le dortoir, thơ, Éditions le Fram, 2004
- Les ours n’ont pas de problème de parking, truyện ngắn, Le Grand Miroir, 2001 (paperback: Pocket 2009)
- Quatrième étage, tiểu thuyết, Luc Pire, 2000 (Prix des Lycéens 2001 - paperback: Pocket 2010)
- 39 doigts et 4 oreilles, thơ minh họa bởi Frédéric Hainaut, Les éperonniers, 1998
- Écrivain cherche place concierge, tiểu thuyết, Luc Pire, 1998 (paperback: Pocket 2010)
- Le cahier gonflable, tiểu thuyết, L'Hèbe/les éperonniers, 1997
- Ces chers vieux monstres, poésie, Éditions Unimuse, 1997
- Ciel bleu trop bleu (Trời xanh xanh quá), roman, L'Hèbe, 1995 (Prix Jeunes Talents de la Province de Liège)